# ベラ・クレプキナ
ベラ・クレプキナ（ロシア語: Вера Самуиловна Крепкина (Калашникова)、ローマ字:Vera Samuilovna Krepkina、旧姓:Kalashnikova、1933年4月16日 - 2023年4月25日）は、旧ソビエト連邦の女子陸上競技選手。1950年代から1960年代初頭にかけて活躍した女子短距離、走幅跳選手。1960年ローマオリンピックの金メダリストである。ロシア共和国キーロフ州コテリニチ出身。

## 経歴
クレプキナは19歳だった1952年に、初めてオリンピック出場を果たす。この1952年ヘルシンキオリンピックでは、100mと4×100mリレーに出場。100mは準決勝5位で敗退。4×100mリレーでは、3位のイギリスに10分の1秒及ばず4位と、惜しくもメダルを逃がす。
1954年、スイスのベルンで開催されたヨーロッパ選手権では、4×100mリレーに出場し、45秒8で、2位の西ドイツに10分の5秒差をつけ、金メダルを獲得した。
2度目のオリンピックとなる、1956年メルボルンオリンピックでも、前回と同じく100mと4×100mリレーに出場。結果は前回とまったく同じで、100mは準決勝で5位止まり。4×100mリレーは決勝で4位と惜しくもメダルに手が届かなかった。
1958年、ストックホルムで開催されたヨーロッパ選手権でも100mと4×100mリレーに出場。100mは11秒7で、イギリスのヘザー・アーミテージと同タイムながら着差があり2位となったものの、個人種目で初めてのメダルを獲得。さらに4×100mリレーでは、前回に引き続き2連覇を達成した。
クレプキナは、1960年、3回目のオリンピックとなるローマオリンピックに出場。100mは、前回と同じく準決勝で敗退（6位）。しかし、クレプキナは、100mのあと、3回目のオリンピックで初めて走幅跳に出場した。走幅跳はオリンピックの直前に2度の世界新記録（6m36、6m40）を樹立している東ドイツのヒルドルン・クラウスやメルボルンの金メダリストのポーランドのエルジュビェタ・クシェシンスカらの前評判が高い種目であった。ところが、クラウスは、1回目の6m21を跳びトップに立ったが、この後記録が伸びず、クレプキナは3回目に6m22を跳び逆転すると、4回目には世界記録に迫る6m37のオリンピック新記録を出しさらにリードを広げた。クシェシンスカが6回目に6m27を跳び差をつめられたものの、そのまま逃げ切り、周囲も驚く金メダルを獲得した。また、4×100mリレーは、前2大会と同じくまたしても4位となりメダルを逃がしている。

## 自己ベスト
- 100m - 11秒3（1958年）
- 200m - 23秒9（1958年）
- 走幅跳 - 6m37（1960年）

## 主な実績
| 年   | 大会                 | 場所                         | 種目         | 結果      | 記録  |
| ---- | -------------------- | ---------------------------- | ------------ | --------- | ----- |
| 1952 | オリンピック         | ヘルシンキ（フィンランド）   | 100m         | 5位（sf） | 12秒1 |
| 1952 | オリンピック         | ヘルシンキ（フィンランド）   | 4×100mリレー | 4位       | 46秒3 |
| 1954 | ヨーロッパ陸上選手権 | ベルン(スイス)               | 4×100mリレー | 1位       | 45秒8 |
| 1956 | オリンピック         | メルボルン（オーストラリア） | 100m         | 5位（sf） | 11秒9 |
| 1956 | オリンピック         | メルボルン（オーストラリア） | 4×100mリレー | 4位       | 45秒6 |
| 1957 | 国際学生スポーツ週間 | パリ（フランス）             | 100m         | 1位       | 11秒8 |
| 1957 | 国際学生スポーツ週間 | パリ（フランス）             | 走幅跳       | 1位       | 6m03  |
| 1958 | ヨーロッパ陸上選手権 | ストックホルム(スウェーデン) | 100m         | 2位       | 11秒7 |
| 1958 | ヨーロッパ陸上選手権 | ストックホルム(スウェーデン) | 4×100mリレー | 1位       | 45秒3 |
| 1960 | オリンピック         | ローマ（イタリア）           | 100m         | 6位（sf） | 12秒0 |
| 1960 | オリンピック         | ローマ（イタリア）           | 4×100mリレー | 4位       | 45秒2 |
| 1960 | オリンピック         | ローマ（イタリア）           | 走幅跳       | 1位       | 6m37  |

- sfは準決勝